# Orobanche foetida
Orobanche foetida é uma espécie de planta com flor pertencente à família Orobanchaceae. 
A autoridade científica da espécie é Poir., tendo sido publicada em Voy. Barbarie 2: 195 (1789).
O seu nome comum é erva-toira-denegrida.

## Portugal
Geófito de caules pubescente-glanduloso de cor púrpura-escuros; flores em espiga, cálice púrpura-escuro e corola de cor vermelho-purpurascente-escura, sub-erecta ,  pubescente-glandulosa.
Trata-se de uma espécie presente no território português, nomeadamente em Portugal Continental.
CW. aren e olissip., CS. mioc. e plist.,SE. set., SW. mer. Barlav.     Lu
Em termos de naturalidade é nativa da região atrás indicada.
Biografia: Franco, João Amaral; Volume II, página 282.

## Protecção
Não se encontra protegida por legislação portuguesa ou da Comunidade Europeia.